# Kabupaten Solok
Kabupaten Solok är ett kabupaten i Indonesien.   Det ligger i provinsen Sumatera Barat, i den västra delen av landet, 900 km nordväst om huvudstaden Jakarta. Antalet invånare är 348 566.